# 真龍寺 (茨木市)
真龍寺（しんりゅうじ）は、大阪府茨木市東福井二丁目（島下郡福井村東福井）にある高野山真言宗の寺院。

## 歴史
天平20年（748年）、聖武天皇の勅願により行基が役小角の旧地に建立したもので、弘仁年間（810年 - 823年）、空海の高弟真如法親王が大門、鐘楼、経堂など21坊を建立したという。今の本堂より南方に鳥居垣内、西に西ノ門や堂ノ上、護摩殿、門ノ下、門前、寺垣内などの地名があり、壮大な規模であったことを窺わせる。
応仁の乱（1467年）で焼失し、織田信長が寺禄を没収したので次第に衰えたといわれる。慶長年中（1596年 - 1615年）に現在地に移る。文禄年間（1592年 - 1596年）の検地帳には、新上坊、了光坊、桜木坊、千蔵坊、真東坊、角坊、中坊南坊、泉蔵坊、光明坊、西坊、東実坊の名がある。このうち光明坊通閑は福井上村に弥勒菩薩を本尊とする無量寺を、また了光坊僧某は、福井下村に大日寺を建てたが、いずれも神仏混淆の寺であったので、明治初年の神仏分離のときに共に廃寺となった。
また明治2年（1869年）1月、西福井の新屋神社より薬師如来・十二神将・観音菩薩・牛頭天王を移し、境内に地蔵堂・鎮守堂・西国観音堂を建て安置した。本堂は昭和47年（1972年）新築。

### その他

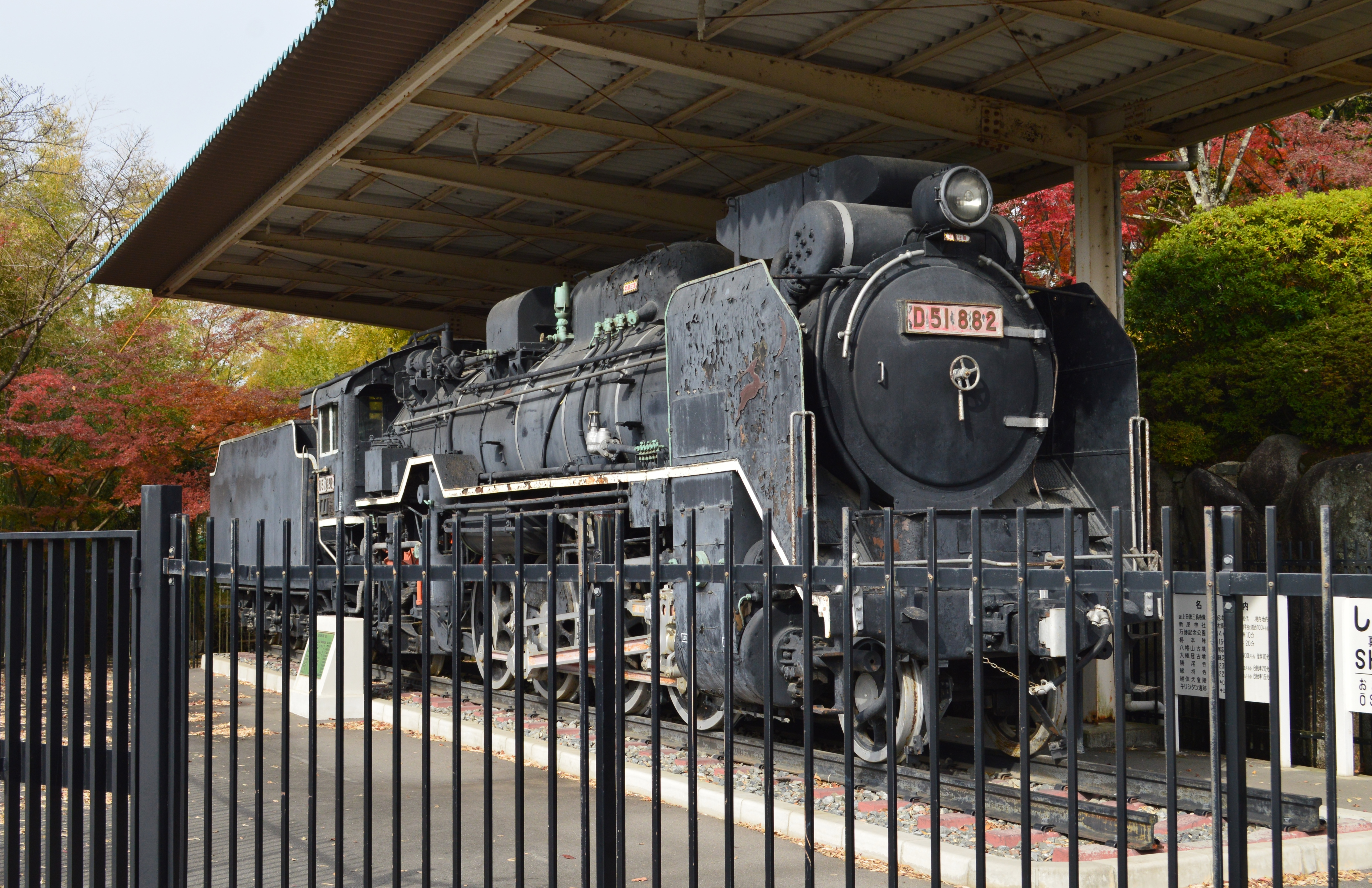
D51 882

駐車場に、国鉄D51形蒸気機関車(Ｄ51882)が静態保存されている。

## アクセス
- 阪急バス サニータウン行又は忍頂寺行 福井宮の前下車 北東へ徒歩10分